# 夜霧の慕情
『夜霧の慕情』（よぎりのぼじょう）は、1966年3月に発売された石原裕次郎のシングル曲、また、1966年6月1日に公開された同名タイトルの日活アクション映画。石原裕次郎主演、監督は松尾昭典。　
広島県内でロケを行っており、広島市と宮島（現・廿日市市）がロケ地として撮影されている。

## 配役
- 石原裕次郎 ： 堀部良郎
- 桑野みゆき ： 宮沢亜紀
- 芦田伸介 ： 中根修蔵
- 宍戸錠 ： 相良潤吉
- 太田雅子 ： 須藤奈美
- 河上信夫 ： 須藤菊造
- 藤竜也 ： 矢島耕一
- 二本柳寛 ： 三村宗司
- 深江章喜 ： 黒木市郎
- 金子信雄 ： 久保好雄
- 桂小金治 ： 国松明
- 鏑木はるな ： 国松初美
- 東恵美子 ： 上田陽子
- バーブ佐竹 ： 佐田
- 江角英明 ： 貝津
- 吉田毅 ： 杉山
- 郷えい治 ： 花輪
- 野呂圭介 ： 売人野呂
- 山田禅二 ： 岡本弁護士

## スタッフ
- 監督 ： 松尾昭典
- 脚本 ： 野上龍雄
- 原案 ： 植田吾郎
- 企画 ： 岩井金男
- 撮影 ： 岩佐一泉
- 音楽 ： 池田正義
- 美術 :  中村公彦
- 編集 :  井上親弥
- 照明 ： 藤林甲

## 製作
松竹の看板女優だった桑野みゆきが、松竹退社直後に撮影された映画で、石原裕次郎とも初共演で唯一の共演。桑野は本作の一年後に24歳で結婚引退している。 

### ロケ地
楽曲の歌詞にも、劇中にも広島という言及はないが、日活のサイトでは以下の場所で撮影されたという。
- 広島県広島市（旧広島市民球場、新旭橋、原爆ドーム、平和大橋、相生橋、広島城、比治山、旧広島空港）[1]。

- この時代に原爆を扱わない商業映画で、広島市内のあちこちで撮影された映画は珍しい。現在の広島市南区平和橋がある場所にあった旧国鉄宇品線の鉄道橋「大洲口橋梁」と並んで架かっていた人道橋を石原裕次郎と桑野みゆきが並んで歩くシーンなど、この映画でしか見れないような広島市内の色々な場所で撮影されている。

- 廿日市市宮島（宮島口フェリー乗り場、宮島松大汽船、千畳閣、獅子岩展望台、厳島神社、廿日市市阿品一丁目（広電阿品東駅近隣）付近（国道2号））[1]。

## ソフト化状況
ビデオでは発売されず、過去にチャンネルNECOで配信されたことがあったが、2020年10月15日に朝日新聞出版から、「石原裕次郎シアター DVDコレクション86号」としてDVDが発売されている。
動画のサブスクリプションサービスでは「Amazon Prime Video」で視聴可能（2022年9月現在）。